# 邁吉拉區
邁吉拉區（阿拉伯语：‎），是阿爾及利亞的行政區，位於該國北部，由提亞雷特省負責管轄，首府設於邁吉拉，面積412平方公里，2008年人口12,329，人口密度每平方公里30人。